# Shorttrack-Europameisterschaften 2011
Die Shorttrack-Europameisterschaften 2011 waren die 15. Auflage der Shorttrack-Europameisterschaften und fanden vom 14. bis 16. Januar 2011 im Thialf in der niederländischen Kleinstadt Heerenveen statt. Ausrichter war die Internationale Eislaufunion (ISU).
Nach Den Haag 2001 und Zoetermeer 2004 organisierte zum dritten Mal eine niederländische Stadt die kontinentalen Wettkämpfe. Insgesamt wurden vier Europameistertitel vergeben, jeweils einer im Mehrkampf und in der Staffel an Männer und Frauen. Um den Mehrkampfeuropameister zu ermitteln, bestritten die Athleten Wettkämpfe über die drei Distanzen 500 m, 1000 m und 1500 m. Die acht in der Mehrkampfwertung bestplatzierten Athleten nach diesen drei Strecken traten dann im 3000-m-Superfinale an.
Bei den Frauen gewann Arianna Fontana den Titel im Mehrkampf. Sie siegte souverän vor Bernadett Heidum und Martina Valcepina. Bei den Männern gewann Haralds Silovs zum zweiten Mal in seiner Karriere den Mehrkampftitel. Er setzte sich vor Sjinkie Knegt und Ruslan Sacharow durch. Dem eigentlichen Sieger Thibaut Fauconnet wurde der Europameistertitel aufgrund von Doping aberkannt. Das Staffelfinale bei den Frauen gewann die Niederlande vor Ungarn und Italien, bei den Männern siegte ebenfalls die Niederlande vor Russland und Großbritannien.

## Teilnehmende Nationen
Insgesamt nahmen 131 Athleten aus 22 Ländern an den Europameisterschaften teil, darunter 77 Männer und 54 Frauen. Auch beide amtierenden Titelträger im Mehrkampf – der Italiener Nicola Rodigari und die Tschechin Kateřina Novotná – gingen erneut an den Start. Mit dem Letten Haralds Silovs sowie Arianna Fontana aus Italien traten zudem zwei frühere Europameister zum Mehrkampf an. Das deutsche Team, das 2010 bei den Heimeuropameisterschaften in Dresden die Frauenstaffel für sich entschieden hatte, bestand aus fünf Männern und vier Frauen, von denen drei beziehungsweise zwei im Mehrkampf starteten. Die übrigen Athleten nahmen ausschließlich am Staffelwettbewerb teil.
| Teilnehmende Nationen (Frauen/Männer)                                                       | Teilnehmende Nationen (Frauen/Männer)                                           | Teilnehmende Nationen (Frauen/Männer)                                       | Teilnehmende Nationen (Frauen/Männer)                                     | Teilnehmende Nationen (Frauen/Männer) |
| ------------------------------------------------------------------------------------------- | ------------------------------------------------------------------------------- | --------------------------------------------------------------------------- | ------------------------------------------------------------------------- | ------------------------------------- |
| Belarus (5/5) Belgien (2/5) Bosnien und Herzegowina (0/2) Bulgarien (4/5) Deutschland (4/5) | Frankreich (0/4) Großbritannien (1/5) Israel (0/1) Italien (5/5) Lettland (1/2) | Litauen (1/0) Niederlande (5/5) Österreich (1/2) Polen (5/5) Rumänien (2/2) | Russland (5/5) Slowakei (1/1) Spanien (2/2) Tschechien (1/2) Türkei (2/4) | Ukraine (2/5) Ungarn (5/5)            |

## Zeitplan
Der Zeitplan war parallel für Frauen und Männer wie folgt gestaltet.
Freitag, 14. Januar 2011
- 1500 m: Vorlauf, Halbfinale, Finale
- Staffel: Vorlauf

Samstag, 15. Januar 2011
- 500 m: Vorlauf, Viertelfinale, Halbfinale, Finale
- Staffel: Halbfinale

Sonntag, 16. Januar 2011
- 1000 m: Vorlauf, Halbfinale, Finale
- 3000 m: Superfinale
- Staffel: Finale

## Ergebnisse

### Frauen

#### Mehrkampf
- In den Spalten 500 m, 1000 m, 1500 m und 3000 m ist erst angegeben, welche Platzierung der Athlet erreichte, dahinter in Klammern, wie viele Punkte er dafür erhielt.
- Jeder Athlet, der in ein Finale gekommen ist, erhält dort für seine Platzierung Punkte, von 34 Punkten für den ersten Platz geht es bis zu einem Punkt für den achten Platz. Tritt ein Athlet nicht an (DNS), wird er disqualifiziert (DSQ) oder erreicht er nicht das Ziel (DNF), bekommt er keine Punkte für die Mehrkampf-Wertung.

| Rang | Name                      | Punkte | 500 m   | 1000 m  | 1500 m  | 3000 m  |
| ---- | ------------------------- | ------ | ------- | ------- | ------- | ------- |
| 1.   | Arianna Fontana           | 115    | 4. (8)  | 1. (34) | 1. (34) | 1. (34) |
| 2.   | Bernadett Heidum          | 42     | 3. (13) | 2. (21) | 7. (0)  | 4. (8)  |
| 3.   | Martina Valcepina         | 39     | 1. (34) | 17. (0) | 8. (0)  | 5. (5)  |
| 4.   | Kateřina Novotná          | 37     | 9. (0)  | 4. (8)  | 4. (8)  | 2. (21) |
| 5.   | Veronika Windisch         | 34     | 11. (0) | 19. (0) | 2. (21) | 3. (13) |
| 6.   | Patrycja Maliszewska      | 23     | 2. (21) | 11. (0) | 14. (0) | 7. (2)  |
| 7.   | Marina Georgiewa-Nikolowa | 16     | 7. (0)  | 3. (13) | 12. (0) | 6. (3)  |
| 8.   | Erika Huszar              | 14     | 10. (0) | 10. (0) | 3. (13) | 8. (1)  |

Arianna Fontana bekam im 3000-m-Superfinale fünf Zusatzpunkte.

#### Einzelstrecken
500 Meter
| Rang | Name                 | Zeit         |
| ---- | -------------------- | ------------ |
| 1.   | Martina Valcepina    | 45,457 s     |
| 2.   | Patrycja Maliszewska | 45,550 s     |
| 3.   | Bernadett Heidum     | 45,623 s     |
| 4.   | Arianna Fontana      | 1:14,525 min |

Datum: 15. Januar 2011
1000 Meter
| Rang | Name                      | Zeit         |
| ---- | ------------------------- | ------------ |
| 1.   | Arianna Fontana           | 1:35,209 min |
| 2.   | Bernadett Heidum          | 1:35,356 min |
| 3.   | Marina Georgiewa-Nikolowa | 1:35,528 min |
| 4.   | Kateřina Novotná          | 1:35,684 min |

Datum: 16. Januar 2011
1500 Meter
| Rang | Name              | Zeit         |
| ---- | ----------------- | ------------ |
| 1.   | Arianna Fontana   | 2:29,292 min |
| 2.   | Veronika Windisch | 2:29,610 min |
| 3.   | Erika Huszar      | 2:29,941 min |
| 4.   | Kateřina Novotná  | 2:31,999 min |
| 5.   | Jorien ter Mors   | 3:05,866 min |
|      | Elise Christie    | DSQ          |

Datum: 14. Januar 2011
3000 Meter Superfinale
| Rang | Name                      | Zeit         |
| ---- | ------------------------- | ------------ |
| 1.   | Arianna Fontana           | 5:15,742 min |
| 2.   | Kateřina Novotná          | 5:19,114 min |
| 3.   | Veronika Windisch         | 5:19,585 min |
| 4.   | Bernadett Heidum          | 5:19,668 min |
| 5.   | Martina Valcepina         | 5:21,937 min |
| 6.   | Marina Georgiewa-Nikolowa | 5:23,218 min |
| 7.   | Patrycja Maliszewska      | 5:25,361 min |
| 8.   | Erika Huszar              | 5:35,767 min |

Datum: 16. Januar 2011

#### Staffel
| Rang | Name                                                                           | Zeit         |
| ---- | ------------------------------------------------------------------------------ | ------------ |
| 1.   | NiederlandeAnnita van Doorn Sanne van Kerkhof Yara van Kerkhof Jorien ter Mors | 4:19,253 min |
| 2.   | UngarnErika Huszár Rózsa Darázs Bernadett Heidum Szandra Lajtos                | 4:19,284 min |
| 3.   | ItalienArianna Fontana Elena Viviani Lucia Peretti Martina Valcepina           | 4:20,473 min |
| 4.   | DeutschlandElisa Lenke Julia Riedel Christin Priebst Bianca Walter             | 4:21,885 min |

Datum: 14. bis 16. Januar 2011

### Männer

#### Mehrkampf
- In den Spalten 500 m, 1000 m, 1500 m und 3000 m ist erst angegeben, welche Platzierung der Athlet erreichte, dahinter in Klammern, wie viele Punkte er dafür erhielt.
- Jeder Athlet, der in ein Finale gekommen ist, erhält dort für seine Platzierung Punkte, von 34 Punkten für den ersten Platz geht es bis zu einem Punkt für den achten Platz. Tritt ein Athlet nicht an (DNS), wird er disqualifiziert (DSQ) oder erreicht er nicht das Ziel (DNF), bekommt er keine Punkte für die Mehrkampf-Wertung.

| Rang | Name               | Punkte | 500 m   | 1000 m  | 1500 m  | 3000 m  |
| ---- | ------------------ | ------ | ------- | ------- | ------- | ------- |
| 1.   | Haralds Silovs     | 50     | 3. (13) | 2. (21) | 4. (8)  | 4. (8)  |
| 2.   | Sjinkie Knegt      | 47     | 4. (8)  | 11. (0) | 2. (21) | 3. (13) |
| 3.   | Ruslan Sacharow    | 42     | 7. (0)  | 4. (8)  | 3. (13) | 2. (21) |
| 4.   | Jack Whelbourne    | 39     | 2. (21) | 3. (13) | 9. (0)  | 5. (5)  |
| 5.   | Semjon Jelistratow | 9      | 17. (0) | 7. (2)  | 5. (5)  | 7. (2)  |
| 6.   | Bartosz Konopko    | 6      | 9. (0)  | DNS (0) | 6. (3)  | 6. (3)  |
| 7.   | Niels Kerstholt    | 3      | 11. (0) | 8. (1)  | 7. (2)  | DNS (0) |
| DOP  | Thibaut Fauconnet  | 136    | 1. (34) | 1. (34) | 1. (34) | 1. (34) |

Sjinkie Knegt bekam im 3000-m-Superfinale fünf Zusatzpunkte.

#### Einzelstrecken
500 Meter
| Rang | Name              | Zeit     |
| ---- | ----------------- | -------- |
| 1.   | Jack Whelbourne   | 42,369 s |
| 2.   | Haralds Silovs    | 42,376 s |
| 3.   | Sjinkie Knegt     | 42,506 s |
| DOP  | Thibaut Fauconnet | 42,235 s |

Datum: 15. Januar 2011
1000 Meter
| Rang | Name              | Zeit         |
| ---- | ----------------- | ------------ |
| 1.   | Haralds Silovs    | 1:26,942 min |
| 2.   | Jack Whelbourne   | 1:27,301 min |
| 3.   | Ruslan Sacharow   | 1:53,610 min |
| DOP  | Thibaut Fauconnet | 1:26,888 min |

Datum: 16. Januar 2011
1500 Meter
| Rang | Name               | Zeit         |
| ---- | ------------------ | ------------ |
| 1.   | Sjinkie Knegt      | 2:16,733 min |
| 2.   | Ruslan Sacharow    | 2:16,921 min |
| 3.   | Haralds Silovs     | 2:17,829 min |
| 4.   | Semjon Jelistratow | 2:18,149 min |
| 5.   | Bartosz Konopko    | 2:19,238 min |
| DOP  | Thibaut Fauconnet  | 2:16,681 min |

Datum: 14. Januar 2011
3000 Meter Superfinale
| Rang | Name               | Zeit         |
| ---- | ------------------ | ------------ |
| 1.   | Ruslan Sacharow    | 4:50,303 min |
| 2.   | Sjinkie Knegt      | 4:50,426 min |
| 3.   | Haralds Silovs     | 4:50,553 min |
| 4.   | Jack Whelbourne    | 4:51,364 min |
| 5.   | Bartosz Konopko    | 5:35,059 min |
| 6.   | Semjon Jelistratow | 5:40,700 min |
| DOP  | Thibaut Fauconnet  | 4:50,275 min |

Datum: 16. Januar 2011

#### Staffel
| Rang | Name                                                                              | Zeit         |
| ---- | --------------------------------------------------------------------------------- | ------------ |
| 1.   | NiederlandeFreek van der Wart Niels Kerstholt Sjinkie Knegt Daan Breeuwsma        | 6:54,608 min |
| 2.   | RusslandWladimir Grigorjew Semjon Jelistratow Jewgeni Kosulin Sergei Prankewitsch | 6:54,726 min |
| 3.   | Vereinigtes KönigreichAnthony Douglas Jack Whelbourne Jon Eley Paul Stanley       | 6:56,025 min |
| 4.   | DeutschlandRobert Becker Paul Herrmann Torsten Kröger Robert Seifert              | 6:56,848 min |

Datum: 14. bis 16. Januar 2011

## Medaillenspiegel
| Platz  | Land           | Gold | Silber | Bronze | Gesamt |
| ------ | -------------- | ---- | ------ | ------ | ------ |
| 1      | Niederlande    | 2    | 1      | –      | 3      |
| 2      | Italien        | 1    | –      | 2      | 3      |
| 3      | Lettland       | 1    | –      | –      | 1      |
| 4      | Ungarn         | –    | 2      | –      | 2      |
| 5      | Russland       | –    | 1      | 1      | 2      |
| 6      | Großbritannien | –    | –      | 1      | 1      |
| Gesamt | Gesamt         | 4    | 4      | 4      | 12     |